# キシモトジュン太
キシモト ジュン太（きしもと じゅんた）は、日本の放送作家。

## 担当番組
- ニュースな晩餐会
- おはスタ
- 世界の果ての日本人!〜ここが私の理想郷〜
- 昼めし旅 〜あなたのご飯見せてください!〜
- アバケン
- KAIDOKU王
- お客様は王様かよっ!?
- ラーメン食べまくり旅
- 石神秀幸の決断!ラーメン開拓紀行
- いい湯だぜぇ
- FNSドラマ対抗 お宝映像アワード
- 激ウマ大捜索!ラーメン食べまくりバトル
- 出発!ローカル線 聞きこみ発見旅
- 世界ドッキリ映像大賞
- 世界のいたずらドッキリ映像
- 村上信五のスポーツ奇跡の瞬間アワード
- 日本有線大賞
- お願い!ランキング
- ザ・逆流リサーチャーズ
- 近未来×予測テレビ ジキル&ハイド
- 大笑点
- カキューン!!
- ザ!情報ツウ
- 女神系GOLF
- 熱血!!女子ゴルフ部
- Music Birth
- ひるおび!
- 50's High!
- 大人のツボ!
- ワンクリ
- クエスト～探求者たち～
- 開け!黒猫のビンゴ
- Fakebook
- やっちまったレジェンド
- 所さんの楽しいゴルフ
- 女子ゴルフ応戦宣言
- 今夜解禁!!マジックのタネここまで見せるかSP
- 世界の秘境で日本料理 辺境食材で絶品和食!
- 激録!交通警察24時
- 最強ラーメン伝説
- あなたの街にもきっとある 行列のできない激うまラーメン
- 石神秀幸の決断!ラーメン旅
- ロンドンオリンピック (2012年)

ほか